# Rusín
Rusín település Csehországban, a Bruntáli járásban. Rusín Slezské Rudoltice és Bohušov településekkel határos. Lakosainak száma 141 fő (2024. január 1.).

## Népesség
A település lakosságának változását az alábbi diagram mutatja:
| Lakosok száma | 1246 | 1142 | 924  | 467  | 242  | 147  | 144  | 153  | 149  | 141  |
|               | 1869 | 1890 | 1921 | 1950 | 1980 | 2001 | 2017 | 2019 | 2022 | 2024 |